# Władysław Kowalski (krajoznawca)
Władysław Kowalski (ur. 17 lutego 1921 w Dobczycach, zm. 1993) – polski krajoznawca, członek honorowy Polskiego Towarzystwa Turystyczno-Krajoznawczego.
Urodził się w rodzinie rzemieślniczej. W Dobczycach ukończył szkołę podstawową. W latach 1934–1939 pracował w sklepie lokalnego Kółka Rolniczego (1938-1939 uczył też w miejscowym gimnazjum). W 1939 walczył jako ochotnik pod Hrubieszowem. Od 1941 do 1944 współpracował z Armią Krajową. Po II wojnie światowej podjął studia na Uniwersytecie Jagiellońskim (Wydział Geograficzno-Etnograficzny). Pracę magisterską obronił w 1953 (Monografia społeczno-gospodarcza Dobczyc). Praca ta spowodowała podjęcie prac archeologicznych na ruinach zamku w Dobczycach i szereg ważnych odkryć w tym zakresie. Kontynuował je przez następne lata, co przyniosło mu przydomek Kasztelana z Dobczyc (został też kustoszem miejscowego muzeum). Uczył także w miejscowej szkole podstawowej od 1955. W 1969 wydał publikację Dobczyce. Przeszłość i teraźniejszość, a w 1989 przewodnik Dobczyce. Muzeum Regionalne PTTK w Zamku i Skansenie.